# Asclera discolor
Asclera discolor är en skalbaggsart som beskrevs av Leconte 1874. Asclera discolor ingår i släktet Asclera och familjen blombaggar. Inga underarter finns listade i Catalogue of Life.